# اسلام در برزیل
در مورد حضور اسلام در برزیل اطلاعات چندانی در دست نیست. پیشینه ورود اسلام به برزیل با مهاجرت مسلمانان در سده ۱۹ میلادی آغاز شد که این روند تاکنون نیز ادامه دارد. این کشور ۸۵ شورای اسلامی، مرکز دینی و مسجد دارد که در نقاط مختلف پراکنده هستند.

## پیشینه
پیشینه ورود مسلمانان به کشور برزیل به سال ۱۵۰۰ (میلادی)، هنگامی که پرتقالی‌ها ملوانان عرب را با خود به این کشور آوردند. پس از آن نیز مسلمانان سیاه پوست آفریقایی که اسیر شده بودند وارد برزیل شدند. گروه جدیدی از مسلمانان نیز در قالب مهاجران سوری و لبنانی از اواخر سده ۱۹ و اوایل سده ۲۰ میلادی وارد برزیل شدند.
تاریخ حضور شیعیان در برزیل به دوران عثمانی‌ها باز می‌گردد که شیعیان فراری از ارتش این دولت از راه آرژانتین به برزیل رفتند. اغلب این شیعیان لبنانی‌تبار بودند.